# Dorfkirche Bollersdorf

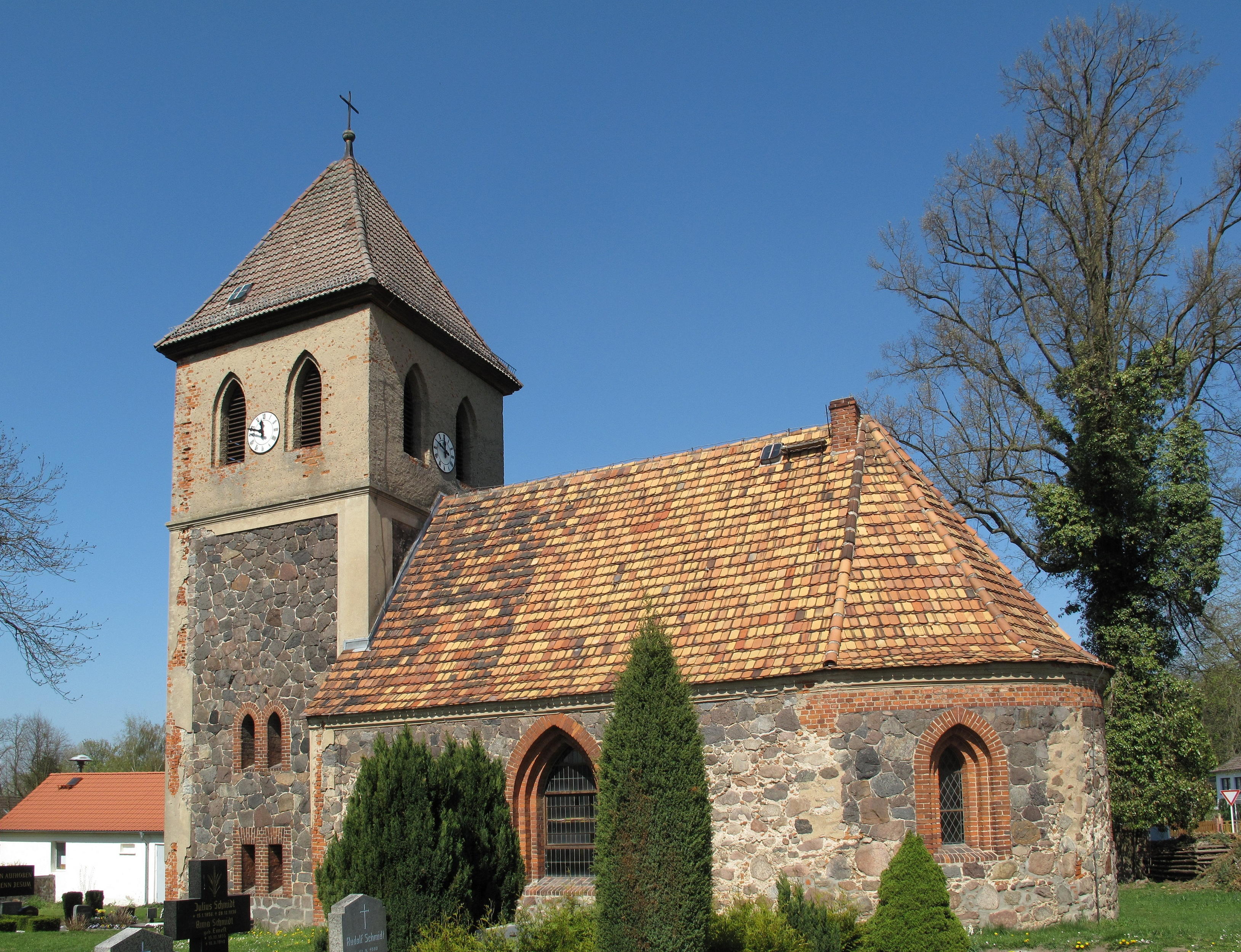
Feldsteinkirche Bollersdorf im April 2011

Die Dorfkirche Bollersdorf ist die evangelische Kirche von Bollersdorf, einem Ortsteil der Gemeinde Oberbarnim im Landkreis Märkisch-Oderland in Brandenburg. Das Dorf liegt im Naturpark Märkische Schweiz. Die Kirche gehört zum Kirchenkreis Oderland-Spree der Evangelischen Kirche Berlin-Brandenburg-schlesische Oberlausitz.
Die Feldsteinkirche stammt angeblich aus der Zeit der Anlage Bollersdorfs, das erstmals 1375 im Landbuch Karls IV. erwähnt wurde. Für Vermutungen, Bollersdorf sei bereits um 1124 im Zuge der Deutschen Ostsiedlung gegründet worden, gibt es keine Belege. Den heutigen Kirchenbau datiert Matthias Friske auf das 15. oder beginnende 16. Jahrhundert. Die einschiffige Saalkirche mit Chor am Ostschluss erhielt ihr heutiges Gesicht vor allem mit dem neuen Westturm von 1861 und dem Wiederaufbau nach einem Brand im Jahr 1951. Das Bauwerk steht mitsamt der Kirchhofeinfriedung unter Denkmalschutz.

## Zugehörigkeit, Gemeinde und heutige Nutzung
Wahrscheinlich im 13. oder 14. Jahrhundert im Zuge der Dorfgründung angelegt, besaßen die ursprüngliche Kirche 1375 einen und die Pfarre fünf Hufen. 1486 erwarb das Zisterzienserinnen-Kloster Friedland Bollersdorf und übernahm das Kirchenpatronat. Allerdings kam die Kirche nicht wie die übrigen Patronatskirchen des Klosters zur Sedes Friedland, sondern 1495 zur Sedes Strausberg. Die Klostergüter gingen nach der Säkularisation 1540/46 an die nachfolgende Herrschaft Friedland. Nach einem Zwischenspiel in der Sedes Prädikow kam die Kirche 1561 durch einen von Kurfürst Joachim II. verordneten Rezess zur Sedes Buckow. Heute ist die Kirchengemeinde Teil des „Pfarrsprengels Märkische Schweiz“ im Kirchenkreis Fürstenwalde-Strausberg der Evangelischen Landeskirche Berlin-Brandenburg-schlesische Oberlausitz (EKBO). Neben regelmäßigen Gottesdiensten finden in der Kirche Konzerte im Rahmen des Musiksommers Märkische Schweiz Feldstein und Musik statt. Die Kirche liegt zudem auf der Oberbarnimer Feldsteinroute.

## Baugeschichte und Architektur

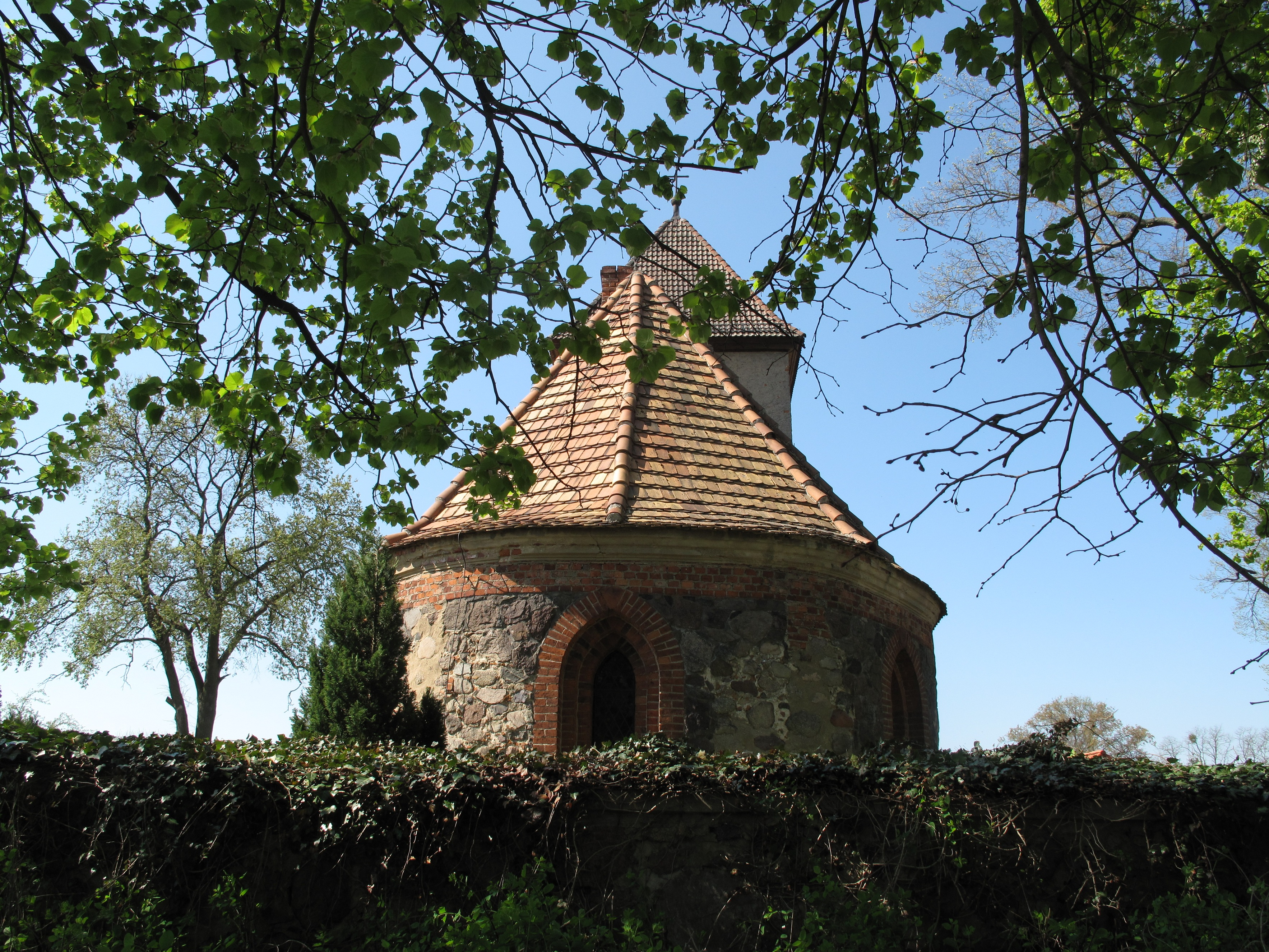
Chor

Theodor Fontane schrieb 1863 in den Wanderungen durch die Mark Brandenburg: „Dorf Bollersdorf, dessen kleine gotische Kirche dem kahlen Plateau einen malerischen Reiz verleiht, ist ohne Bedeutung.“ Der einfache, einschiffige Saalbau verfügt über einen Chor am Ostschluss und einen wuchtigen, quadratischen Westturm mit einem Pyramidendach aus dem Jahr 1861. Das Kirchenschiff ist von einem steilen Satteldach gedeckt. Die Gesamtlänge beträgt laut Friske (ohne Turm) 15 Meter.

### Mythos Wehrkirche
Über den ursprünglichen Kirchenbau ist nichts bekannt. Laut der „Lokalen Aktionsgruppe Märkische Schweiz e. V.“ und Thomas Worch ist der mittelalterliche gotische Bau „wahrscheinlich als Wehrkirche errichtet“ worden. Die jüngere wissenschaftliche Diskussion wie auf der Leipziger Dorfkirchen-Tagung 2005 kommt hingegen zu dem Ergebnis, dass der Begriff Wehrkirche auf keine einzige Brandenburger Kirche anwendbar ist. Auch Engeser/Stehr stellen fest:

„Die Wuchtigkeit der Westtürme hat den brandenburgischen Dorfkirchen oft das Attribut ‚Wehrkirchen‘ eingebracht. Vor allem in der Zeit des Dritten Reiches war dies eine beliebte Interpretation. In der letzten Zeit wurde die Funktion der mittelalterlichen Feldsteinkirchen als ‚Wehrkirchen‘ etwas abgeschwächt. Man gesteht ihnen aber immer noch eine Schutzfunktion (‚Schutzkirche‘) zu. Zumindest das Attribut ‚Wehrkirche‘ muß wohl für die meisten Kirchen definitiv ins Reich der Fabulierkunst verwiesen werden, […].“

### Zerstörungen und Instandsetzungen im 17./18. Jahrhundert

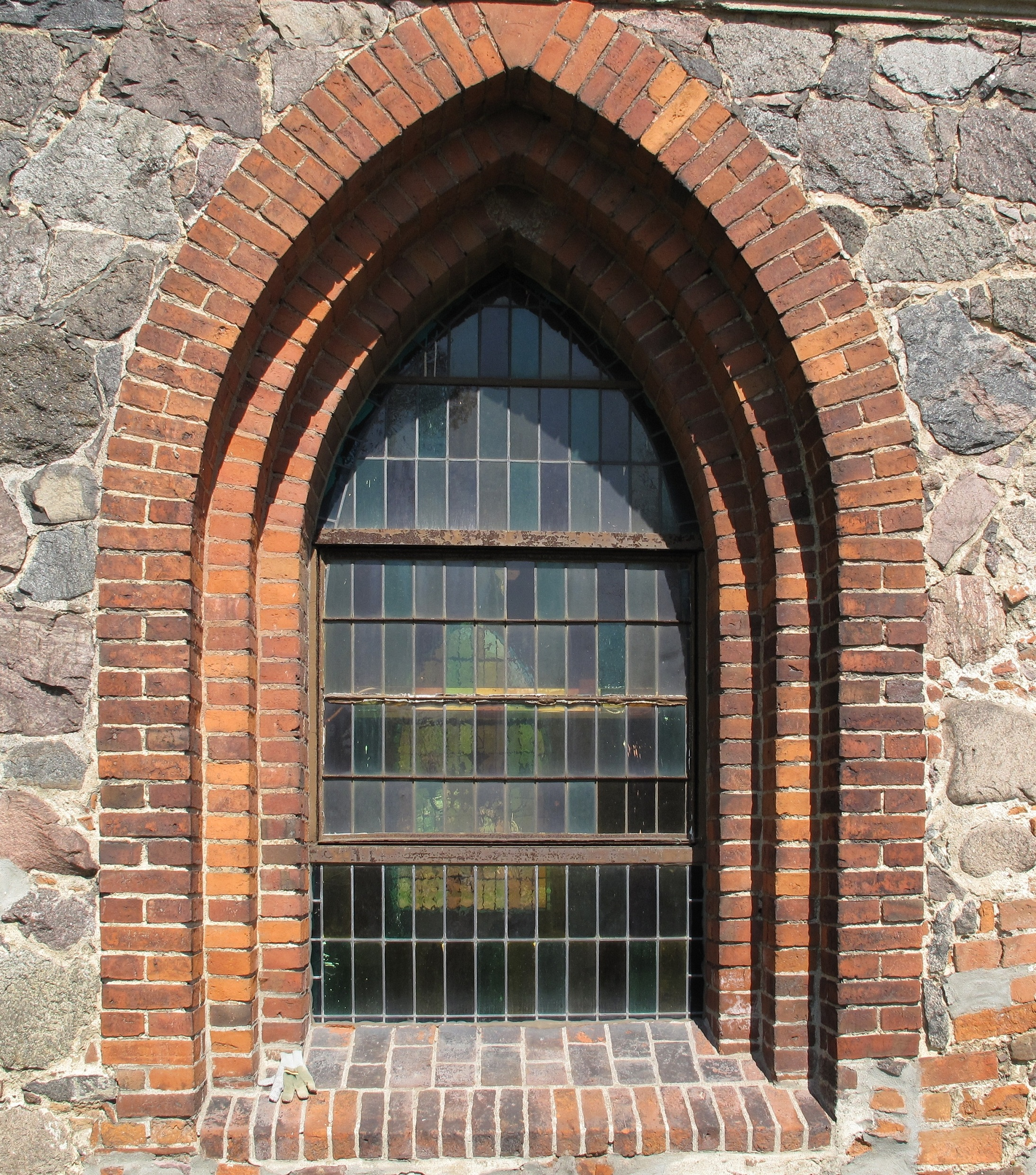
Bleiverglastes Fenster aus dem Umbau 1861

Im Dreißigjährigen Krieg (1618–1648) wurde die Kirche so stark beschädigt, dass sie anschließend für längere Zeit unbenutzt blieb. 1748 wurde die gesprungene Glocke repariert beziehungsweise umgegossen. Der Glockengießer Johann Friedrich Thiele aus Berlin erhielt für diese Arbeit 37 Taler und 3 Groschen. Die heutige mittelalterliche Glocke gelangte wahrscheinlich 1952 in die Kirche, woher, ist nicht bekannt.
1754 wurden aus Friedland dreißig Maulbeerbäume bezogen und um die Kirche eine Plantage zur Seidenraupenzucht angelegt. 1757 führte der Wriezener Zimmermeister Christoph Seiffert für 205 Taler einen Turmneubau aus. Der Kirchturm hatte nur einige Jahrzehnte Bestand, denn 1792 beschädigte ein starker Sturm ihn derart, dass er einzustürzen drohte. Die Gutsherrin Helene Charlotte von Friedland, die als „Frau von Friedland“ bekannt wurde, ließ ihn daraufhin abtragen. Eine Urkunde vom 25. September 1793, die in einer Zeitkapsel im Knopf des 1793 neuerbauten schlichten Holzturms gefunden wurde, gibt über dieses Ereignis Auskunft:

„Der am 19. Dezember 1792 in hiesigen Gegenden gewütete große Sturm, welcher viele Gebäude beschädigt und selbst ganze Waldungen verheeret, erschütterte auch den Thurm der hiesigen Kirche, mit solcher Heftigkeit, daß derselbe bey seinem drohenden Einsturze, auch für die daran stehende Kirchengebäude, und selbst für Menschen, lebensgefährlich hätte werden können. Dies bewog die jetzige Herrschaft, diesen Thurm im September 1793 abtragen zu lassen. Der Knopf und die Fahne desselben sind beyde beibehalten worden, in deren ersteren sich die wieder hereingelegte blecherne Kapsel, dergestalt vom Rost zerfressen gefunden, daß die darin befindlich gewesene Nachricht verloschen, von Geldstücken aber nichts angetroffen wurde. […] An Münzen sind bey dieser Nachricht in der Büchse gelegt, die so des jetzt regierenden Königs Majestät Friedrich Wilhelm des 2ten in diesem Jahre prägen lassen, nehmlich Ein Thaler Stück, Ein Achtgroschen Stück und Ein Pfennig Stück.“

Die Urkunde trägt die Zeichnung: „Cunersdorff, den 25. September 1793. Charlotte Helene von Friedland, geborene von Lestwitz, Friedrich Krahmer, dirigirender und Justitz Bürgermeister zu Müncheberg. Justitiario des Amtes Friedland“. Darüber hinaus berichtet die Urkunde über die Besitzverhältnisse und informiert darüber, dass die Gutsherrin Helene Charlotte von Friedland in Kunersdorf wohnt. Anschließend gibt sie einen kurzen Überblick über das Leben der Gutsherrin in diesen Jahren und führt die Namen des seinerzeitigen Predigers, Schulhalters, Dorfschulzen und Gerichtsmanns an.
1861 erfolgten unter dem Kirchenpatron und Gutsherrn von Itzenplitz erneut umfangreiche Um- und Neubauten, die mit neugotischen Elementen vorgenommen wurden. Neben einem Westturm erhielt die Kirche spitzbogige, bleiverglaste Fenster. Nachdem die Kirche durch Unvorsichtigkeit beim Kochen 1945 in Brand geraten war, begannen 1951 „der Wiederaufbau und die Neugestaltung im Märkischen Stil durch den Baumeister Günzel aus Buckow“.

## Innenausstattung und Kirchenschatz
Der Innenraum der Bollersdorfer Feldsteinkirche hat eine verbretterte Decke mit geschnitzten Balken und einen einseitigen, gleichfalls spitzbogigen Triumphbogen. Auf einer Seite befindet sich eine Empore. Der Chor ist mit einem Sterngewölbe ausgestattet. 1778 wurde für acht Taler ein Taufengel angeschafft. Allerdings wurde beim Feuer 1945 die gesamte Inneneinrichtung zerstört, darunter ein Schnitzaltar, der 1585 gekauft worden sein soll, und die Orgel. Eine neue Orgel hat das Gotteshaus nicht (Stand 2012).
Erhalten blieb das Schmuckstück des Kirchenschatzes, eine sächsische Kurfürstenbibel aus dem Jahr 1618. Die Bibel des Leipziger Buchhändlers Zacharias Schürer († 18. Januar 1629) wurde in Wittenberg bei Johann Richter gedruckt. Sie hat einen reich verzierten Ledereinband und führt den Titel Biblia mit der Angabe:

„Biblia: Das ist Die gantze Heilige Schrifft. Deudsch. M. Luth. Jetzt von newen nach dem letzten von D. Luthero überlesenem Exemplare mit fleiß corrigirt, neben den Summarien Viti Dieterichs, über jede Capitel, nutzliche Zeit-, Historien- und Lehr Register …“

Das gewichtige, zwanzig Zentimeter dicke Buch soll zudem auf den ersten Seiten Abbildungen verschiedener sächsischer Kurfürsten enthalten.